# 2958 Arpetito
2958 Arpetito è un asteroide della fascia principale. Scoperto nel 1981, presenta un'orbita caratterizzata da un semiasse maggiore pari a 2,8731092 UA e da un'eccentricità di 0,0172956, inclinata di 1,02420° rispetto all'eclittica.
L'asteroide è dedicato a: E.Araya, J.Perez, R.Tighe e A.Torrecon, membri dello staff all'Osservatorio di La Silla.